# Logy Bay-Middle Cove-Outer Cove
Logy Bay-Middle Cove-Outer Cove är en ort i Kanada.   Den ligger i provinsen Newfoundland och Labrador, i den östra delen av landet, 1 800 km öster om huvudstaden Ottawa. Logy Bay-Middle Cove-Outer Cove ligger 85 meter över havet och antalet invånare är 1 978.
Terrängen runt Logy Bay-Middle Cove-Outer Cove är huvudsakligen platt, men åt sydväst är den kuperad. Havet är nära Logy Bay-Middle Cove-Outer Cove åt nordost.Trakten är tätbefolkad. Närmaste större samhälle är St. John's, 7,9 km söder om Logy Bay-Middle Cove-Outer Cove. 